# شارة طيار / مراقب
شارة الطيار / المراقب (بالألمانية: Flugzeugführer- und Beobachterabzeichen)‏ هو وسام عسكري ألماني من الحرب العالمية الثانية مُنح لموظفي خدمة لوفتفافه الذين حصلوا بالفعل على شارة الطيار وObserver Badge.   تم تأسيسها في 26 مارس 1936 من قبل القائد العام لأوبركوماندو دير لوفتفافه هيرمان غورينغ. تم ارتداؤها في الجزء السفلي من جيب الصدر الأيسر من سترة الخدمة، تحت الصليب الحديدي من الدرجة الأولى إذا تم منحها. كان ليحل محل شارة 1933 Aircrew القديمة.  
تم تصنيع الشارة في الأصل من البرونز، ثم الزنك. يمكن تمييز الشارة عن شارة الطيار بإكليل من الذهب؛ شارة الطيار لديها إكليل من الفضة. كان هناك أيضًا نسخة من القماش من الشارة التي استخدمت السبائك المطرزة. 

## شارة من الذهب مع الماس

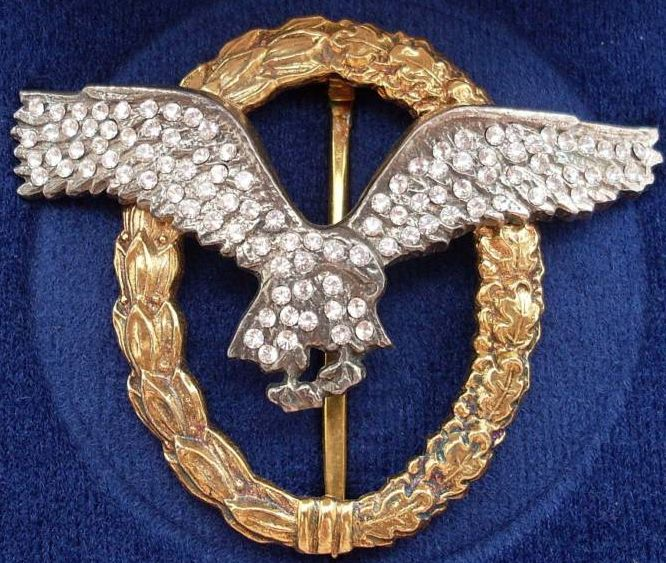
نسخة

### المستلمون

#### لوفتفافه
- مارشال الرايخ هيرمان جورينج [2]
- الجنرال فالتر ويفر (رئيس هيئة الأركان العامة لفتوافا) - 11 نوفمبر 1935 [2]
- الجنرال إرهارد ميلش (وزير الدولة في وزارة طيران الرايخ) - 11 نوفمبر 1935 [2]
- اللواء دير فليغر هوغو سبيرل - 19 نوفمبر 1937 [2]
- الرائد فيرنر مولدرز - منتصف أغسطس 1940 [2]
- الرائد هيلموت ويك [3]
- Hautpmann فيرنر باومباخ - منتصف أغسطس 1940 [2]
- الرائد أدولف جالاند - منتصف أغسطس 1940 [2]
- Generalfeldmarschall فولفرام فريهر فون ريختهوفن - منتصف أغسطس 1940 [2]
- طالب جنرال روبرت كيرت - 2 سبتمبر 1941 [2]
- الجنرال دير فليغر فريدريش كريستيانسن - خريف عام 1940 [2]
- الجنرال دير فليجر غونتر كورتن (رئيس هيئة الأركان العامة لوفتواف) - 1941 (لغزو كريت) [2]
- اللواء دير فليجر جوزيف كامهوبر [1]
- الجنرال روبرت ألكسندر لور - 1940 [2]
- Oberstleutnant هانز أولريش روديل - صيف عام 1944 [2]
- Oberst بيرند فون براوخيتش (كبير adjudant من Reichsmarschall) - صيف 1944 [2]
- هاوبتمان إريك هارتمان - أغسطس 1944 [2]
- اللواء مارتن هارلينجهاوزن - 17 أبريل 1945 [2]
- هاوبتمان هانز يواكيم مرسيليا [2]
- أوبرست ديتريش بيلتز [2]
- جنرال فيلدمارشال روبرت ريتر فون جريم [2]
- الجنرال فيرسمارشال ألبرت كيسلرينج [1]
- Generaloberst أوتو ديسلوخ
- Generalleutnant كارل أنجرشتاين
- أوبرست والتر أوساو - 17 أكتوبر 1943
- فلوج كابيتانين حنا ريتش - مارس 1941 [2]
- فلوج كابيتانين ميليتا شينك جرافين فون ستافنبرج 1943 [1]
- جينيرالوبيرست إرنست أوديت [1]
- أوبرست نيكولاوس فون أدناه [1]
- أوبرست حاجو هيرمان